# Монастієр-ді-Тревізо
Монастієр-ді-Тревізо (італ. Monastier di Treviso, вен. Monastier de Trevixo) — муніципалітет в Італії, у регіоні Венето, провінція Тревізо.
Монастієр-ді-Тревізо розташований на відстані близько 420 км на північ від Рима, 25 км на північ від Венеції, 15 км на схід від Тревізо.
Населення — 4250 осіб (2014).

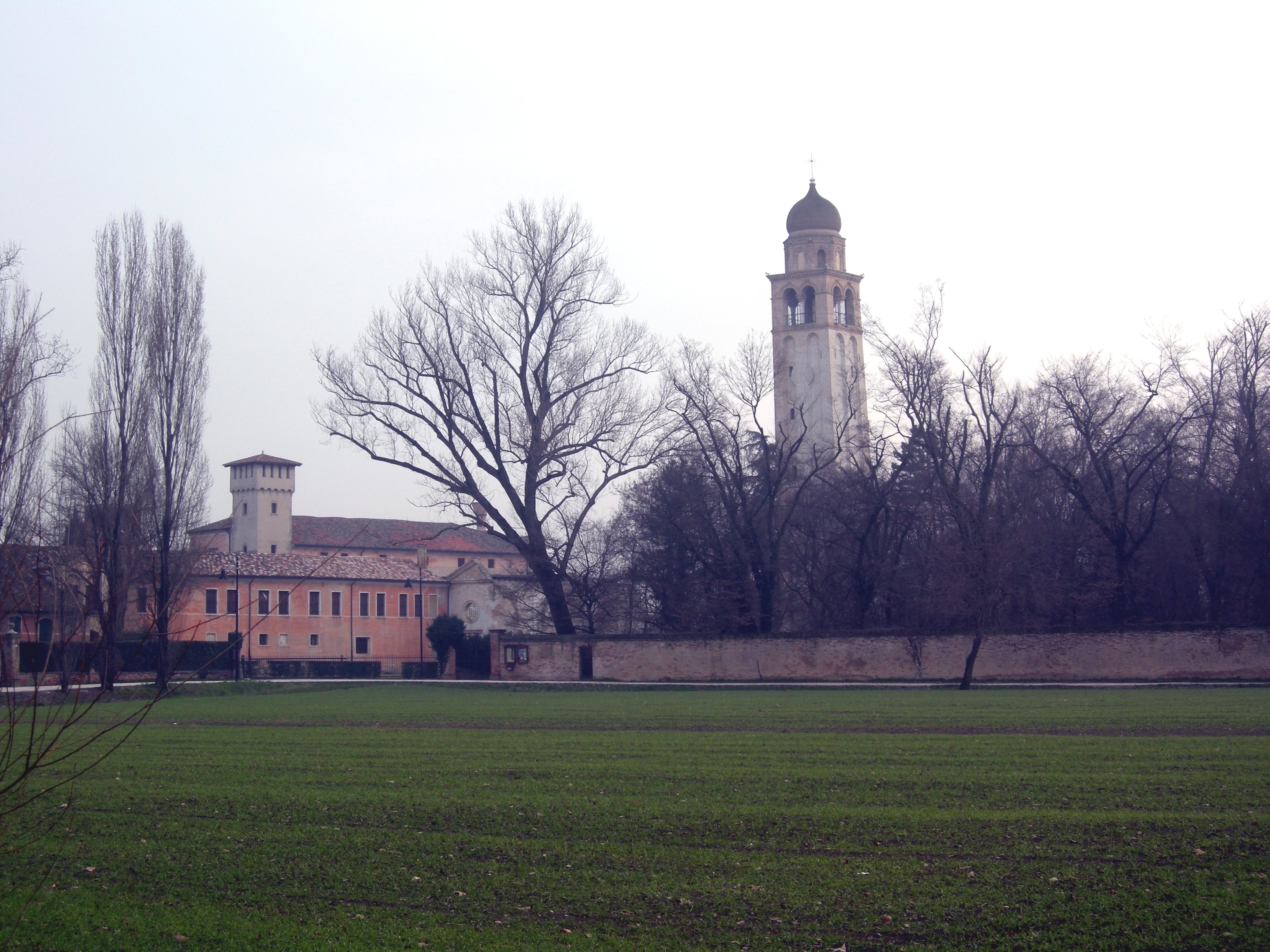

Щорічний фестиваль відбувається 14 лютого. 

## Демографія
Населення за роками:

Станом на 1 січня 2023 року в муніципалітеті офіційно проживало 455 іноземців з 45 країн, серед них 141 громадянин країн Євросоюзу та 12 громадян України.

## Сусідні муніципалітети
- Фоссальта-ді-П'яве
- Меоло
- Ронкаде
- Сан-Б'яджо-ді-Каллальта
- Ценсон-ді-П'яве